# ГЕС Бельвізо
ГЕС Бельвізо (італ. Belviso) — гідроелектростанція на півночі Італії. Знаходячись після ГЕС Ганда, становить нижній ступінь в каскаді на Бельвізо (ліва притока Адди, яка через По належить до басейну Адріатичного моря), що дренує північно-східний схил Бергамських Альп.
Відпрацьована на станції Ганда вода надходить в однойменне водосховище об'ємом 90 тис. м3, створене на Бельвізо арковою греблею висотою 25 м та довжиною 90 м. Окрім прямого стоку, до нього перекидається вода із правої притоки Бельвізо річки Апріка (відділяє Бергамські Альпи від гірського хребта Собретта-Гавіа).
Накопичений ресурс спрямовується із водосховища по дериваційному тунелю довжиною 2,6 км та діаметром 2,5 м до розташованого в долині Адди машинного залу. По дорозі до нього також надходить вода із розташованих західніше долин інших лівих приток Адди Каронелла і Бондоне (тунелі довжиною менше ніж сотня метрів та 1,9 км відповідно). На завершальному етапі головний дериваційний тунель переходить у напірний водогін довжиною 0,9 км та діаметром від 2 до 1,6 м.
Машинний зал обладнаний двома турбінами типу Пелтон потужністю по 33,2 МВт, які при напорі у 539 метрів забезпечують виробництво 129 млн кВт·год електроенергії на рік.
Відпрацьована вода по тунелю/каналу довжиною 0,6 км відводиться до Адди.